# Burg Greifenstein
Burg Greifenstein är ett slott i Österrike.   Det ligger i distriktet Tulln och förbundslandet Niederösterreich, i den nordöstra delen av landet, 18 km nordväst om huvudstaden Wien. Burg Greifenstein ligger 167 meter över havet.
Terrängen runt Burg Greifenstein är platt norrut, men söderut är den kuperad. Runt Burg Greifenstein är det ganska tätbefolkat, med 149 invånare per kvadratkilometer.. Närmaste större samhälle är Wien, 18,1 km sydost om Burg Greifenstein. 
I omgivningarna runt Burg Greifenstein växer i huvudsak blandskog.